# Giorgio Biandrata
Giovanni Giorgio Biandrata, pol. Jan Jerzy Blandrata (ur. ok. 1515/1516 w Saluzzo, zm. 5 maja 1588 w Gyulafehérvár) – włoski lekarz, teolog, działacz reformacyjny (kalwiński i unitariański) w Polsce i na Litwie.

## Życiorys

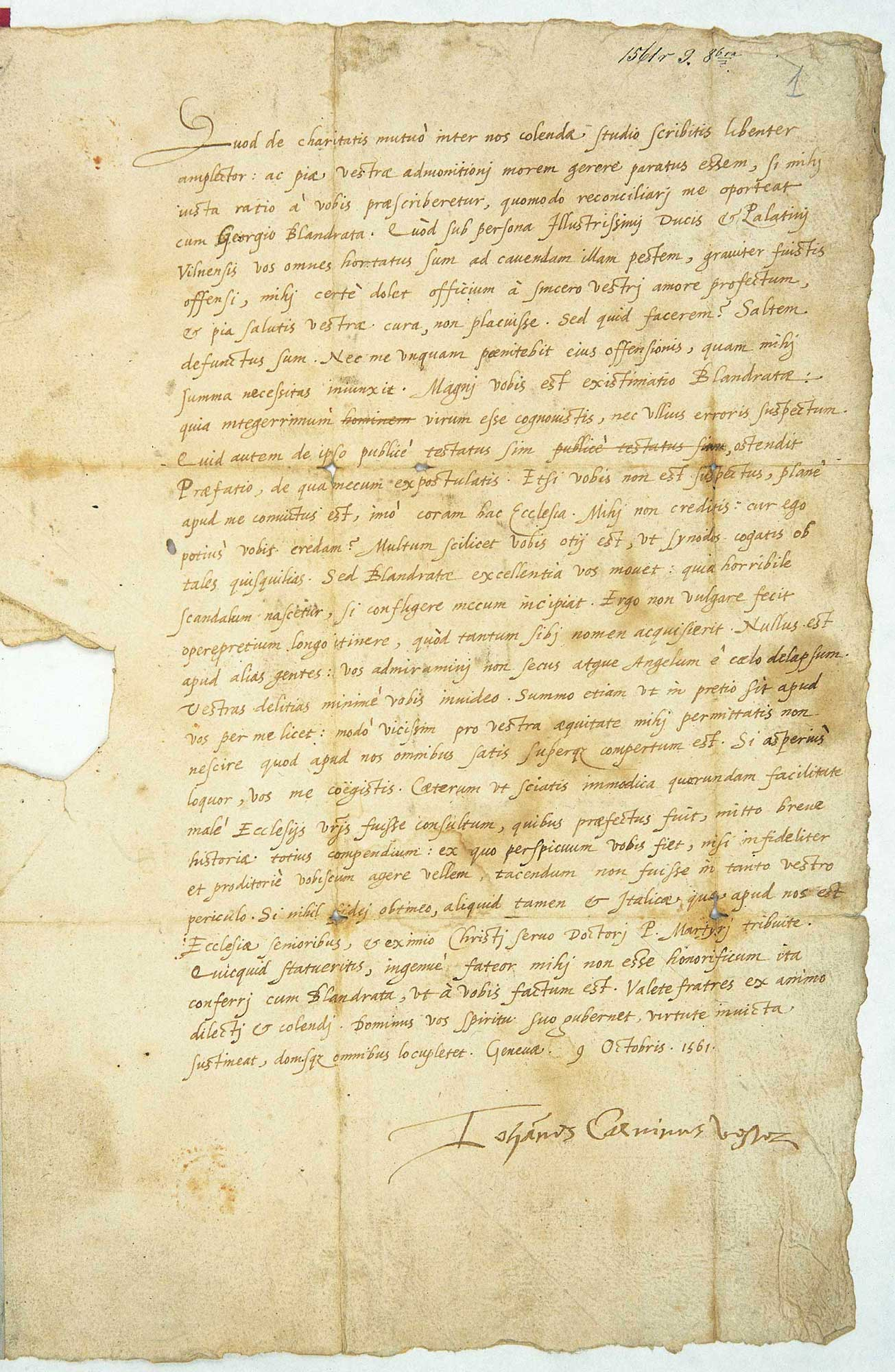
List Jana Kalwina do zboru kalwińskiego w Wilnie zawierający potępienie antytrynitarskich poglądów Biandraty. 9 X 1561, Genewa

Syn Bernardina Biandraty. W Krakowie był lekarzem królowej Bony w latach 1540–1544. W 1556 wyjechał do Genewy, gdzie przyjął kalwinizm. Już 2 lata później zmuszono go do wyjazdu z tego miasta z powodu poglądów unitariańskich i wrócił do Polski w 1558. Tu włączył się aktywnie w działalność ruchu ewangelicko-reformowanego i w 1560 został wybrany seniorem (przełożonym) zborów w Małopolsce.
Był jednym z głównych propagatorów ruchu antytrynitarskiego w Polsce i z tego powodu pozostawał w konflikcie z Kalwinem, który pisał do polskich kalwinistów listy, ostrzegające ich przed rozłamową działalnością Biandraty. Na skutek konfliktu z małopolskimi ewangelikami reformowanymi, Biandrata zaczął szukać protektorów i znalazł takie poparcie na Litwie u księcia Mikołaja Radziwiłła Czarnego oraz u Jana Kiszki z których pomocą stworzył silną frakcję litewskich braci polskich. Biandrata napisał wiele dzieł teologicznych, w tym dzieła negujące istnienie Trójcy Świętej oraz zaprzeczające boskości Jezusa, co przyniosło mu sławę wybitnego teologa unitarianizmu.
W 1563 wyjechał do Siedmiogrodu, gdzie został lekarzem i doradcą Jana Zygmunta Zápolyi. Od 1571 pracował dla Stefana Batorego i wykonał dla niego szereg ważnych zadań, m.in. przyczynił się do jego wyboru na króla Polski podczas sejmu elekcyjnego w 1575.
Gdy był w podeszłym wieku, zaopiekowali się nim jezuici, którzy daremnie usiłowali go skłonić do przyjęcia katolicyzmu.

### Niektóre dzieła
- 1539 – traktat medyczny (ginekologia), dedykowany królowej Bonie: Gynaeceorum ex Arystoteli et Bonaciolo [...] noviter excerpta de fecundatione, gravitate, partu et puerperio.
- 1567 – traktat teologiczny: De vera et falsa unius Dei, Filii et Spiritus Sancti cognitione (O prawdziwym i fałszywym poznaniu jedności Boga, Syna i Ducha Świętego).
- 1568 – traktat teologiczny: Antithesis Pseudo-Christi cum vero illo ex Maria nato (Przeciwstawienie Pseudo-Chrystusowi prawdziwego, zrodzonego z Maryi).